# Horacio Hernández

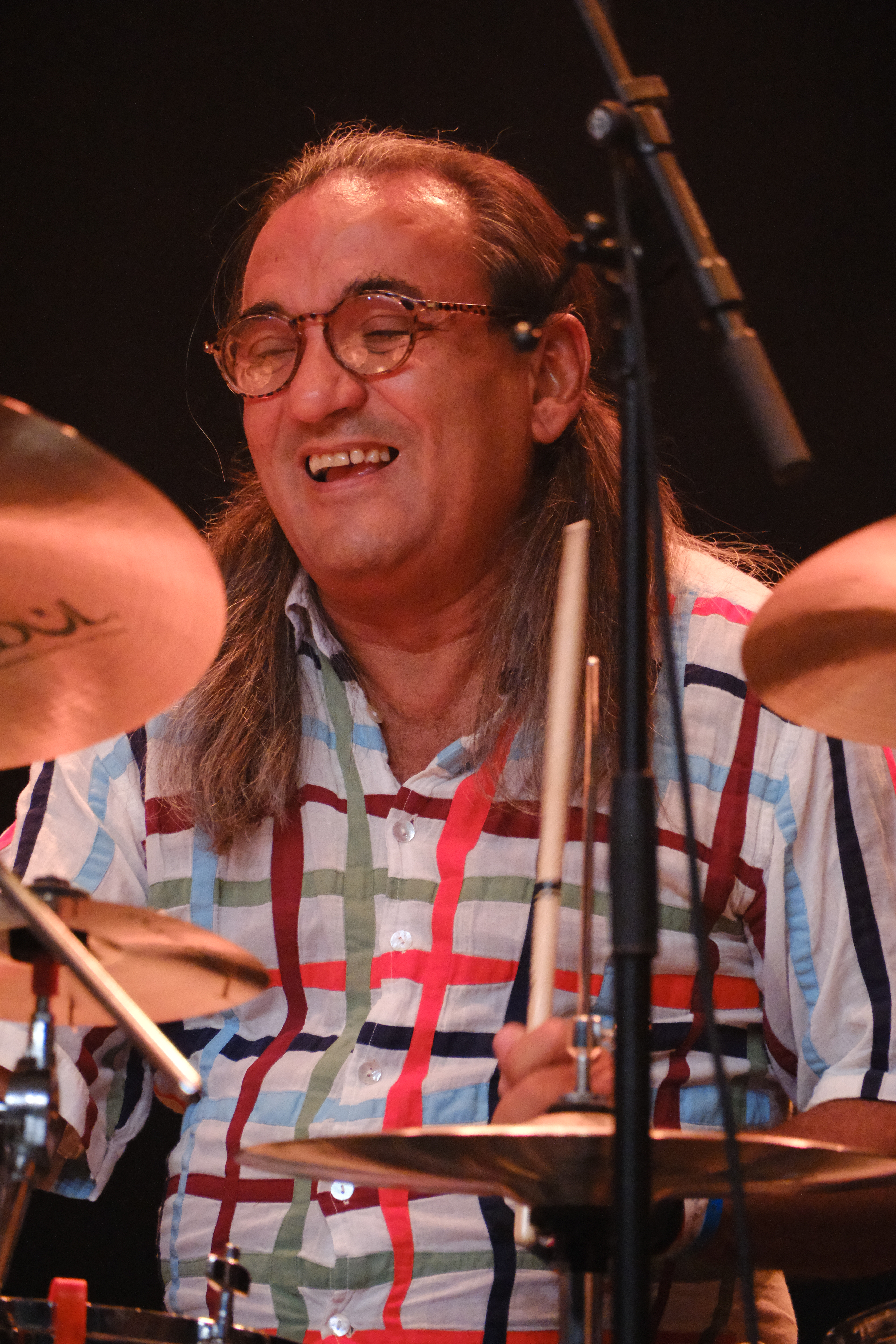

Horacio „El Negro“ Hernández (* 24. April 1963 in Havanna) ist ein kubanischer Schlagzeuger und Perkussionist. Er hat entscheidend dazu beigetragen, kubanische Rhythmen mit aktueller Jazz- und Rockmusik zu verschmelzen.

## Leben und Wirken
Hernández stammt aus einer musikalischen Familie: Sein Großvater spielte als Trompeter traditionelle kubanische Musik, unter anderem für das Septeto Nacional. Sein Vater war ein bekannter Musikjournalist, der im Hörfunk Jazzprogramme präsentierte, seine Brüder Papito, Kike und Felo Hernández sind Bassisten. Er studierte an der Musikfakultät der Escuela Nacional de Arte (Nationale Kunstschule) und wurde Meisterschüler von Enrique Plá, dem Schlagzeuger von Irakere. Ab 1986 war er einer der wichtigsten Studiomusiker Kubas.
International bekannt wurde er als Begleiter von Gonzalo Rubalcaba. 1990 beantragte er auf einer Tournee politisches Asyl in Italien. Dort gründet er zusammen mit Javier Girotto das Latin-Jazz-Sextett Tercer Mundo. Außerdem spielte und lehrte am Schlagzeug-Zentrum „Timba“ in Rom. Von Italien zog er nach New York City, wo er wenige Tage nach seiner Ankunft von Paquito D’Rivera für Aufnahmen zum Album Forty Years of Cuban Jam Sessions angeheuert wurde. Er arbeitete dann mit Michel Camilo, sowie mit Dave Valentin und mit den TropiJazz All-Stars. Zudem war er an der Aufnahme einiger Alben beteiligt, die Grammys erhielten, wie Carlos Santanas Supernatural (1999), Alejandro Sanz’ No es lo mismo (2003) und Eddie Palmieris Listen here (2005). Als Mitglied der Band Roy Hargroves Crisol gewann er 1997 für das Album Habana seinen ersten eigenen Grammy, seinen zweiten für Michel Camilos Album Live at the Blue Note, gemeinsam eingespielt mit Camilo und dem Bassisten Charles Flores.
Gemeinsam mit Robby Ameen legte er zwei Tonträger vor. Seit 2004 trat er mit seiner Band Italuba auf, die ebenfalls für einen Grammy nominiert wurde, sowie seit 2011 mit The New World Order. Auf dem Modern Drummer's Festival hat er wiederholt Soloauftritte gespielt. Er hat wiederholt mit Kip Hanrahan gearbeitet und auch mit zahlreichen Musikern wie Jack Bruce, Joanne Brackeen, Gary Burton, David Kinkade, Uli Lenz oder David Sánchez aufgenommen. 2012 war er mit der WDR Big Band Köln in dem Programm A Night In Havana zu hören.

## Diskographische Hinweise
- John Beasley, Jose Gola & Horacio „El Negro“ Hernández: El Trio Live in Italy (2023)